# Karl Bergh
Karl Emil Theodor Bergh, född 16 juni 1893 i Karlskrona, död 26 april 1978 i Lidingö, var en svensk läkare och skulptör.
Han var son till järnhandlaren Emil Theodor Bergh och Olga Ahlquist och från 1920 gift med Majken Andersson. Vid sidan av sitt arbete som provinsialläkare var Bergh även verksam som skulptör. Han studerade en kortare tid i Paris 1934 men är i huvudsak autodidakt. Han medverkade i utställningar med Dalarnas konstförening. Hans konst består av porträttskulpturer och reliefer.